# Whitehall (Ohio)
Pour les articles homonymes, voir Whitehall (homonymie).
Whitehall est une ville du comté de Franklin, dans l’État de l’Ohio. Lors du recensement de 2010, sa population s’élevait à 18 062 habitants. Sa superficie totale est de 13,70 km2.

## Source
- (en) Cet article est partiellement ou en totalité issu de l’article de Wikipédia en anglais intitulé « Whitehall, Ohio » (voir la liste des auteurs).